# Орахово (Косовска Митровица)
Орахово (алб. Rahovë, Rehovë) је насеље у општини Косовска Митровица, Косово и Метохија, Република Србија.

## Положај села
Село је на тераси испод Мајдана. У међама села су: Ораовска река, Пркаћ, Остра стена, Кита, Синанова чука, Ораовски крш, Трепчанска – Старотршка река, Блато, Жарков поток, Бивољача. Унутар су узвишења Чука – Гуџалиште и Крајњи лаз.

## Историјат
Орахово забележено је у Светостефанској хрисовуљи. На Острој стени су „мајдани“ воденичног камена. Више куће Арифа Бећира била је „српска“ црква. Има много необрађеног камења. На месту Код шљиве је „српско“ гробље, скоро потпуно растурено. На преосталим надгробним плочама и крстовима су урезани крстови. а Велике сеобе село је запустело, па је убрзо засељено Србима из Херцеговине. Ускоро по настањењу Херцеговаца у село почињу да продиру католички Арбанаси из Фанде у северној Албанији.

## Становништво
| Демографија | Демографија | Демографија |
| Година      | Становника  | Становника  |
| ----------- | ----------- | ----------- |
| 1948.       | 364         |             |
| 1953.       | 402         |             |
| 1961.       | 435         |             |
| 1971.       | 659         |             |
| 1981.       | 782         |             |
| 1991.       | 854         |             |